# 구아노신 이인산 만노스
구아노신 이인산 만노스(영어: guanosine diphosphate mannose) 또는 GDP-만노스(영어: GDP-mannose)는 물질대사에서 글리코실트랜스퍼레이스가 촉매하는 반응의 기질로 사용되는 당뉴클레오타이드이다. GDP-만노스는 만노실트랜스퍼레이스라 불리는 효소의 기질이다.
모든 해당과정에서 활성화된 만노스의 공여체로 알려진 GDP-만노스는 진핵생물에서 필수적이다.

## 생합성
GDP-만노스는 만노스 1-인산 구아닐릴트랜스퍼레이스에 의해 구아노신 삼인산(GTP)과 만노스 6-인산으로부터 생성된다.
뉴클레오타이딜트랜스퍼레이스 계열의 효소 중 하나인 GDP-만노스 피로포스포릴레이스는 세균, 균류, 식물, 동물에서 발견되는 효소이다.

## 같이 보기
- 구아노신 이인산
- 만노스